# Odmiana językowa
Odmiana językowa (ang. language variety, speech variety), niekiedy również lekt (ang. lect) lub kod językowy – każda forma języka rozpatrywana jako systematycznie odrębna od innych. Odmianę językową można rozumieć jako zbiór środków językowych wyróżnionych na podstawie określonego kryterium – terytorialnego, społecznego lub funkcjonalnego. Mianem odmiany językowej, lektu lub kodu można określić pewien język, dialekt, styl lub odmianę standardową danego języka czy też każdy inaczej zdefiniowany byt językowy (związany z klasą społeczną, grupą wiekową, płcią, a nawet pojedynczą osobą).
Stosowanie terminu „odmiana językowa” w odniesieniu do różnych środków komunikacji pozwala uniknąć terminu „język”, który jest popularnie kojarzony z językiem standardowym (odmianą prestiżową), oraz terminu „dialekt”, który bywa rezerwowany dla kodów mniej prestiżowych, postrzeganych jako „gorsze” od standardu. W dyskursie lingwistycznym mowa zarówno o standardowych (literackich), jak i niestandardowych (nieliterackich) odmianach językowych. Terminy takie jak „odmiana językowa” i „lekt” pozwalają neutralnie określić dany analizowany środek komunikacji (np. angielski, francuski, angielski z Londynu), bez konieczności sięgania po precyzyjniejsze terminy (jak język lub dialekt). W użyciu są również terminy „kod językowy” oraz „forma egzystencji języka”, które mają zasadniczo charakter synonimiczny. W literaturze polskiej mianem etnolektów określa się wszelkie odmiany językowe (języki, dialekty, zespoły dialektalne itp.), które są uważane za rodzime dla jakichś grup etnicznych; również ten termin umożliwia uniknięcie dokładniejszych rozstrzygnięć klasyfikacyjnych tam, gdzie są one kłopotliwe. Kolejnym neutralnym określeniem bytów językowych jest termin „idiom”, występujący w serbsko-chorwackiej tradycji lingwistycznej. 
Wśród odmian językowych można wyróżnić odmiany socjalne (społeczne, diastratyczne), terytorialne (diatopiczne, geograficzne) oraz sytuacyjne (diafazyczne, funkcjonalne). Zróżnicowanie na poziomie leksyki, jak w przypadku slangu czy żargonu, często jest opisywane w ramach konkretnych stylów językowych lub poziomów formalności (rejestrów), choć takie formy również bywają ujmowane jako swoiste odmiany językowe. Granice między odmianami językowymi niejednokrotnie mają charakter umowny.
Pojęcie odmiany językowej bywa odróżniane od pojęcia wariantu – pod terminem „wariant” rozumie się wówczas pojedyncze cechy lub elementy językowe, w przeciwieństwie do odmiany jako zespołu pewnych jednostek o podobnej dystrybucji.

## Dialekty
O’Grady et al. definiują „dialekt” w następujący sposób: „regionalna lub społeczna odmiana języka, cechująca się swoistymi cechami fonologicznymi, składniowymi i leksykalnymi”. W podstawowym (wąskim) znaczeniu termin „dialekt” odnosi się do zróżnicowania geograficznego. W najszerszym ujęciu za dialekt jest uznawana każda odmiana języka właściwa dla pewnych jego użytkowników, również odmiana standardowa danego języka (tzw. język standardowy); w tym sensie każdy użytkownik języka posługuje się jakimś dialektem. W węższym rozumieniu, charakterystycznym dla języka codziennego, dialekt to w szczególności odmiana substandardowa, o niższym statusie i mniejszym prestiżu niż język standardowy.
Poza dialektami geograficznymi wyróżnia się dialekty powiązane z grupami etnicznymi (tzw. etnolekty) i grupami społecznymi (socjolekty). Inne określenia odmian regionalnych to „regiolekt” i „geolekt”; sporadycznie (najczęściej w tekstach nt. języka chińskiego) spotyka się terminy „regionalekt” i „topolekt”. Termin „gwara” nierzadko jest stosowany jako synonim dialektu; niemniej często termin ten określa niewielkie odmiany miejscowe (rozprzestrzenione na obszarze kilku lub kilkunastu wsi), wówczas dialekt uważa się za zespół blisko spokrewnionych gwar.
Badaniem dialektów i ich rozmieszczenia geograficznego zajmuje się dialektologia.

## Standardy językowe
Standard językowy (zwany również językiem standardowym lub ogólnym) to odmiana językowa, która przeszła proces kodyfikacji, polegający na usankcjonowaniu norm gramatyki, leksyki i ortografii za pośrednictwem odpowiednich publikacji (słowników, opracowań gramatycznych itp.). Standard ma charakter odmiany prestiżowej, która uchodzi za najbardziej akceptowalną spośród odmian danego języka. Stanowi środek komunikacji oficjalnej i pełni funkcję języka pisanego. Jest szerzony przez system edukacji i służy jako miara dla oceny środków językowych. Standard to także spoiwo, które jednoczy daną społeczność językową, budując jej tożsamość w sensie kulturowym i politycznym.
Pod względem lingwistycznym standardy nie wykazują szczególnych cech, które predysponowałyby je do wyższego statusu względem innych odmian języka – ich rozwój stanowi wynik splotu okoliczności historycznych. W językoznawstwie bywa stosowany termin „dialekt standardowy” (ang. standard dialect), który podkreśla pozycję standardu jako jednej z wielu odmian składających się na dany język.
W niektórych przypadkach zasady języka standardowego są ustalane przez autorytatywne gremium, takie jak Akademia Francuska, która zajmuje się regulacją języka francuskiego. W innych przypadkach za źródło normy językowej przyjmuje się powszechną praktykę językową. John Algeo stwierdza, że normę języka angielskiego tworzy „to, co użytkownicy angielszczyzny decydują się uznać za właściwe”.

## Rejestry i style
Rejestr językowy to odmiana języka używana w danej sytuacji społecznej. Dobór rejestru jest uzależniony od celu i tematu rozmowy, medium (mowa, pismo) i relacji między uczestnikami. Szczególnym przykładem rejestru jest mowa matczyna, używana do zwracania się do niemowląt i małych dzieci. Wyróżnia się także rejestry lub socjolekty związane z poszczególnymi grupami zawodowymi i obszarami działalności; termin „żargon” odnosi się do słownictwa związanego z takimi rejestrami.
Rejestry odróżniają się od dialektów, gdyż te odzwierciedlają nie cel użycia języka, lecz jedynie różnice pomiędzy jego użytkownikami. Dialekt i rejestr można toteż pojmować jako różne wymiary wariacji językowej. Bywa jednak, że pojęcia te się pokrywają; np. dla użytkownika niestandardowej odmiany języka rolę specjalnego rejestru (sytuacyjnej formy języka) odgrywa język standardowy. Terminy „rejestr” i „styl funkcjonalny” są bliskoznaczne, przy czym termin „rejestr” jest częściej używany w tekstach anglojęzycznych.

## Idiolekt i familiolekt
Idiolekt definiuje się jako „sposób użycia języka właściwy dla danej osoby”. Na kształt języka indywidualnego może rzutować kontakt mówiącego z dialektami regionalnymi i środowiskowymi, rejestrami zawodowymi, a – w przypadku osób wielojęzycznych – także kontakt z różnymi językami.
Familiolekt to natomiast mowa charakterystyczna dla danej rodziny. Familiolekt obejmuje specyficzne słownictwo i formy językowe poszczególnych rodzin.